# FIM Europska prvenstva u Hrvatskoj

## Cestovne utrke

### FIM Euro Cup
- 2019. Automotodrom Grobnik
- SuperSport 300 (2021.)[1]
- SuperStock 1000 (2021.)

### FIM European SSP 300 Womens Cup
- 2021. Grobnik[1]

## Off-road utrke

### European Motocross Championship
- 2019., Jastrebarsko (Mladina)

### Quadcross European Championship / EMX Quad European Championship
- 2019., Jastrebarsko (Mladina)
- 2008. GOLDSPEED EMX Quad, Jastrebarsko (Mladina)

## Kružne utrke (Speedway)

### Speedway Euro Championship (SEC)
- 2019., Goričan